# Осипов, Николай Сергеевич
Никола́й Серге́евич О́сипов (1922, Тобольск — 6 сентября 2014) — главный инженер Сибирского химического комбината (1968—1984).

## Биография
Родился в 1922 году в Тобольске.
В восемнадцать лет был призван в Красную армию. Участник Великой Отечественной войны.
В 1953 году окончил физико-технический факультет Уральского политехнического института. Начинал работать на СХК инженером-технологом диффузионного завода (объекта № 1, завода разделения изотопов), участвовал в выпуске первой продукции СХК. На заводе разделения изотопов прошел путь до главного инженера завода. С 1968 по 1994 год работал главным инженером СХК.

## Награды
Боевые награды: орден Отечественной войны II степени, медали «За победу над Японией», «За победу над Германией в Великой Отечественной войне (1941—1945 гг.)» и юбилейные медали.
Трудовые награды: орден Ленина, два ордена Трудового Красного Знамени, медаль «Ветеран труда», знак «Ветеран атомной энергетики и промышленности», знак отличия «Академик И.В.Курчатов» 1 степени.
Лауреат Государственной премии СССР.
Заслуженный деятель науки и техники РСФСР.
Почетный гражданин г. Северска.